# معركة أبو كرو

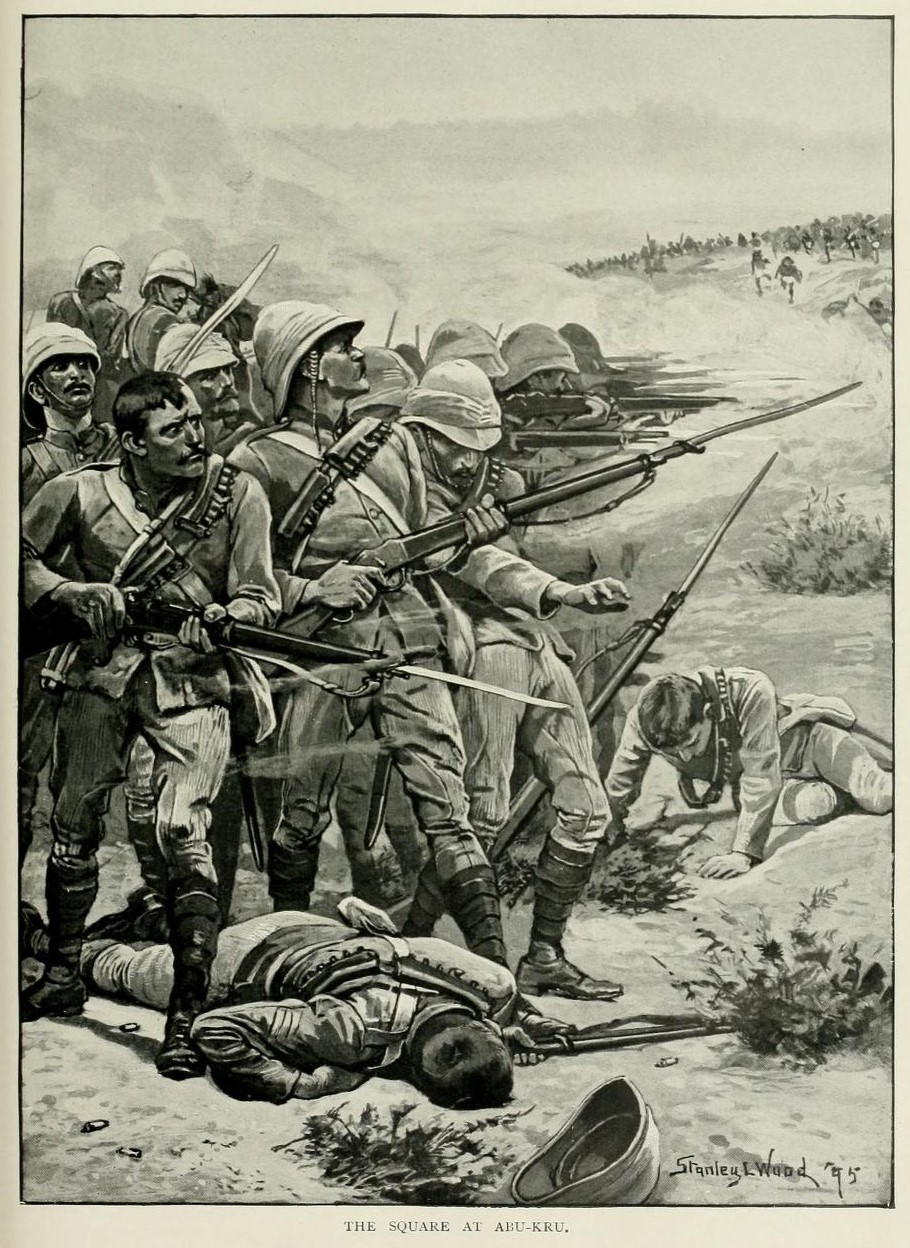
ستانلي ل. وودː ساحة أبو كرو (معارك القرن التاسع عشر،1901)

كانت معركة أبو كرو (المعروفة أيضًا باسم معركة جوبات) جزءًا من حملات السودان البريطانية. وقد جرت في 19 يناير 1885، بعد يومين من معركة أبو طليح، بين البريطانيين والمهديين. بلغ عدد القوات البريطانية تحت قيادة الجنرال السير هربرت ستيوارت 1200 بينما كان عدد كبير من المهديين، ربما حوالي 13-14000.
كان البريطانيون يتحركون لإنقاذ جوردون من خاتوم، وكانوا يقطعون منعطف النيل العظيم، فتعرضوا لهجوم على مسافة قصيرة من العودة إلى النيل. شكل البريطانيون ساحة، واستمروا في التحرك نحو النيل، وصدوا جميع الهجمات حتى وصلوا إلى النهر. وبلغت الخسائر البريطانية 121 شخصا من بينهم ستيوارت الذي أصيب بجروح قاتلة في معركة اليوم السابق في أبو طليح. الخسائر المهدية غير معروفة ولكن يعتقد أنها أعلى بكثير.